# Armator
Armator – osoba (prawna lub fizyczna) eksploatująca własny lub wynajęty statek wodny. Zatrudnia kapitana i załogę oraz odpowiada cywilnie za zobowiązania wynikające z eksploatacji statku.

## PrawoRzeczypospolitej Polskiej
Według art. 7 Kodeksu morskiego armatorem jest ten, kto we własnym imieniu uprawia żeglugę statkiem morskim własnym lub cudzym. W systemach prawnych innych państw pojęcia będące odpowiednikiem polskiego terminu „armator” są zazwyczaj kojarzone z własnością statku

## Ujęcie historyczne
Dawniej armatorem była nazywana osoba, która na własny koszt uzbrajała statek i wynajmowała, lub właściciel i dowódca statku korsarskiego.